# NGC 7245
NGC 7245 is een open sterrenhoop in het sterrenbeeld Hagedis. Het hemelobject werd op 14 oktober 1787 ontdekt door de Duits-Britse astronoom William Herschel.

## Synoniemen
- OCL 225